# Colón Sureste - Abayubá

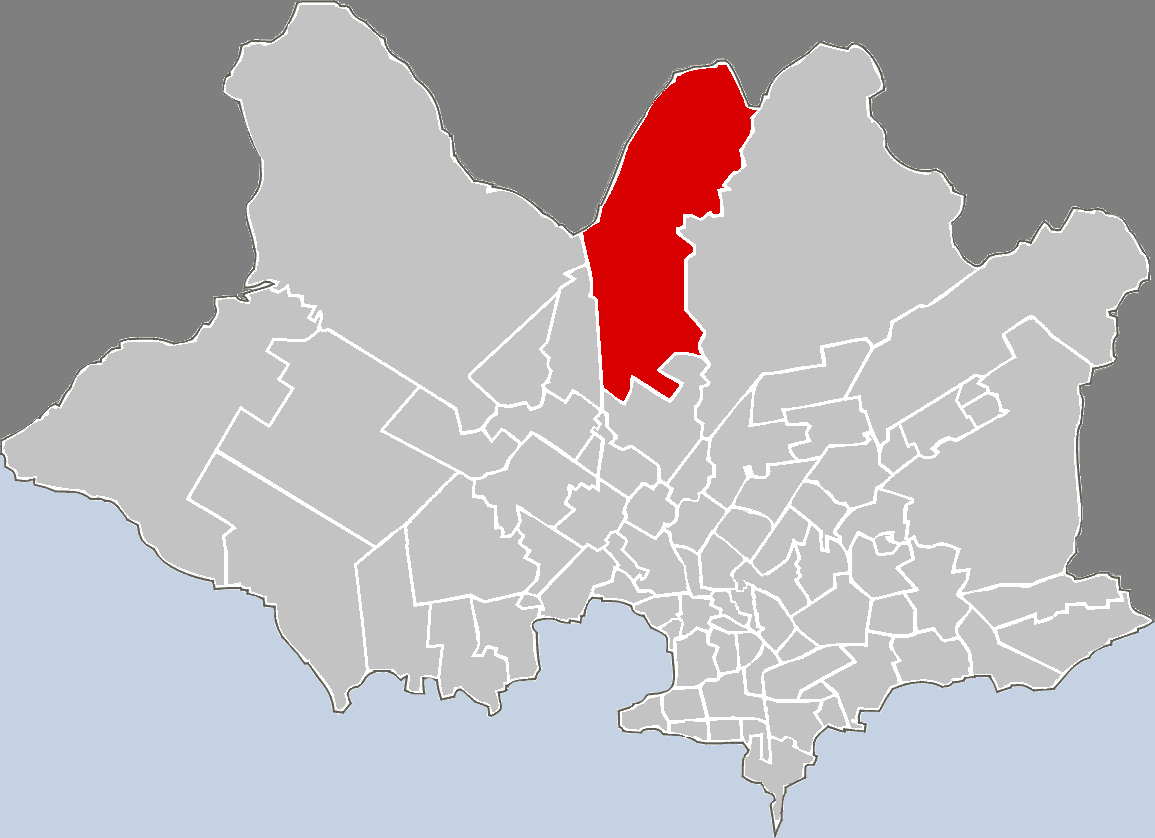
Lage von Colón Sureste - Abayubá in Montevideo

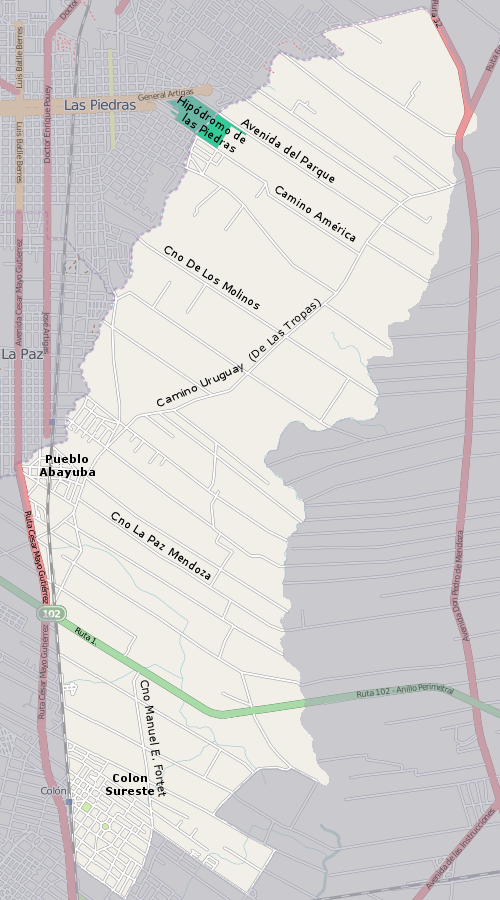
Plan von Colón Sureste - Abayubá

Colón Sureste - Abayubá ist ein Stadtviertel (Barrio) der uruguayischen Hauptstadt Montevideo.

## Lage
Das Barrio Colón Sureste - Abayubá befindet sich im Norden des Departamentos Montevideo. Es grenzt nach Angaben des Instituto Nacional de Estadística (INE) im Norden an das Departamento Canelones, im Westen an Lezica - Melilla und Colón Centro y Noroeste im Süden an Peñarol - Lavalleja und im Osten an Manga - Toledo Chico. Das Barrio setzt sich aus dem Stadtviertel Colón Sureste und dem Barrio Abayubá zusammen. Abayubá grenzt dabei an das linksseitige Ufer des Arroyo de las Piedras an, der es gleichzeitig vom nördlich gelegenen La Paz trennt.

## Geschichte
Abayubá wurde am 5. Oktober 1873 durch Marcelino Santurio, Florencio Escardó und José Mayán gegründet. Als Gründungspate diente Oberst Enrique Pereda, der seinerzeitige Regierungs- und Polizeichef des Departamentos.

## Herkunft des Namens
Die meisten Straßen des nach dem gleichnamigen Neffen Zapicáns benannten Abayubá, der 1574 sein Leben im Kampf gegen Juan de Garay und seine Gefolgschaft ließ, tragen Namen indigenen Ursprungs, wie etwa Caracé, Guacziola oder Siripó.